# Streets of Rage 2
Streets of Rage 2 is een beat 'em up-spel uit 1992 uitgegeven door Sega. Het spel werd ontwikkeld door een aantal verschillende bedrijven.
Het is het tweede spel in de Streets of Rage-serie en werd een commercieel succes.

## Spel
Het spel speelt grotendeels hetzelfde als haar voorganger en introduceert twee nieuwe karakters, dit zijn Max 'Thunder' Hatchett en Eddie 'Skate' Hunter. De grootste verandering is de vervanging van een speciale aanval, het aanroepen van een politieauto, door elk karakter hun eigen speciale aanval te geven. De lijst met aanvalstechnieken is uitgebreid zodat de spelkarakters nu meer kenmerkende eigenschappen bezitten dan in het eerste spel.
Elke vijand bezit een levensmeter, en er zijn meer typen vijanden bijgekomen zoals motorrijder, ninja, kickbokser, en robot.

## Plot
Een jaar na de gebeurtenissen in Streets of Rage zijn Axel en Blaze uit de stad vertrokken. Plots krijgt Axel een verontrustend bericht dat Mr. X zijn vriend Adam heeft ontvoerd. Chaos is terug in de straten. Axel en Blaze keren terug samen met Adams jongere broer Skate en worstelaar Max om Mr. X en zijn syndicaat persoonlijk te stoppen.

## Muziek
De muziek in het spel werd gecomponeerd door Yuzo Koshiro, en was beïnvloed door club- en housemuziek uit de jaren 90. Hij produceerde de muziek op een NEC PC-8801 in een door hemzelf geschreven muziektaal. Er zijn ook drie bijdragen van muzikant Motohiro Kawashima. De muziek werd gezien als revolutionair en vooruitstrevend.

## Uitgave
In Japan is het spel uitgebracht als Bare Knuckle II: The Requiem of the Deadly Battle en in Europa als Streets of Rage II (met Romeins cijfers). Ook zijn er regionale verschillen zoals het ontbreken van een rokende Mr. X in Europese en Amerikaanse versies, in de Japanse versie heet Skate 'Sammy' in plaats van 'Eddie' en in Europa is Max' achternaam Hatchett in plaats van Thunder.
Streets of Rage 2 is ook geporteerd naar 8-bit systemen zoals de Master System en Game Gear. Naast verschillen in spelontwerp en grafische elementen ontbreekt Max 'Thunder' Hatchett als karakter.
Het spel is als verzameling uitgekomen in het Sega Smash Pack voor Dreamcast, de Sonic Gems Collection voor PS2 en GameCube, en Sonic's Ultimate Mega Drive Collection voor de Xbox en PS3. Ook is Streets of Rage 2 verschenen als Virtual Console-spel in 2007.

## Ontvangst
| Naam          | Platform   | Score |
| ------------- | ---------- | ----- |
| GameRankings  | Mega Drive | 92%   |
| Sega Retro    | Mega Drive | 93%   |
| Mean Machines | Mega Drive | 92%   |
| Sega Power    | Mega Drive | 92%   |